# حزب الأمل والسلام والحرية
الأمل والسلام والحرية (بالإسبانية: Esperanza, Paz y Libertad)‏ كان حزبًا سياسيًا كولومبيًا. تأسس في عام 1991، عندما تم تسريح مقاتلي جيش التحرير الشعبي. كان الحزب نشطًا في الغالب في مقاطعة أنتيوكيا ومقاطعة قرطبة. ومع ذلك، لا يزال بعض البقايا المنشقة من رجال حرب العصابات يعملون على هذا النحو.
بينما تم تسريح معظم أعضاء جيش التحرير الشعبي والانضمام إلى الحزب، رفض بعض الأعضاء التسريح وشكلوا جيش التحرير الشعبي - الخط المنشق. قتلت هذه المجموعة العنيفة المنشقة أعضاء الحزب، الذين اعتبروهم خونة للقضية الثورية. وبالمثل تعتبر القوات المسلحة الثورية لكولومبيا وجيش التحرير الوطني أن الحزب أعداء لثوراتهم. وطبقاً لتقرير صادر عن منظمة هيومن رايتس ووتش، «يُعتقد أن القوات المسلحة الثورية لكولومبيا وميليشياتها الحضرية مسؤولة عن 204 جريمة قتل لأعضاء الحزب في الفترة من 1991 إلى 1995».

## روابط خارجية
- صفحة الويب الرسمية للأمل والسلام والحرية